# Bleach: The DiamondDust Rebellion
Bleach: The Diamond Dust Rebellion, Another Hyōrinmaru  (Gekijōban Burīchi Za Daiyamondo Dasuto Reberion Mo Hitotsu no Hyōrinmaru; Numa fiel tradução para português: Bleach, o filme - A rebelião poeira de diamante, o outro Hyorinmaru) é o segundo filme da série Bleach que foi lançado no Japão dia 24 de de dezembro de 2007.
O filme, centrado basicamento em Toshirou Hitsugaya, é baseado no anime e no mangá, sendo que Tite Kubo lançou um capítulo especial para divulgar o lançamento; e conta com a direção de Noriyuki Abe e do co-escritor Michiko Yokote.
Para promover o filme, a abertura e o encerramento do episódio 151 a 154 de Bleach fez propaganda do longa-metragem. 
Tite Kubo publicou também um capítulo especial no mangá, encadernado junto do volume 32, sobre Hitsugaya relembrando sobre o passado para promover o filme.
O DVD do filme foi lançado no Japão em 3 de setembro de 2008 enquanto que a versão em Inglês do DVD foi em 8 de setembro de 2009; e foi exibido no Adult Swim em 5 de dezembro de 2009. Há um suposto lançamento europeu previsto para 27 de setembro de 2010.

## Enredo
O filme começa com um artefato conhecido como o "Ōin" ("Selo Real") sendo roubado durante o seu transporte da Soul Society por um homem não identificado e duas meninas semelhantes a Arrancar controladoras do fogo e do relâmpago. No meio da batalha, Hitsugaya abandona seu posto para perseguir o ladrão e deixa sua equipe para trás à se defenderem sozinhos.
Após a batalha, a Soul Society suspeitam que Hitsugaya os traiu e ordena sua captura imediata. Toda a divisão 10 é colocada em prisão domiciliar. 
No mundo real, Kurosaki Ichigo que patrulhava a area se encontra com a divisão 2 e fica sabendo através de Soi Fong o que se passa na Soul Society, assim que ela e sua divisão vão embora,Hitsugaya se mostra e Ichigo tenta ajudá-lo... Hitsugaya recusa sua ajuda e vai atrás do ladrão do selo.
Toshirou que após ser atacado, junto com Ichigo, pelas duas meninas inimigas, continua a evitar sua captura; as coisas só pioraram quando o ladrão, identificado como ex-shinigami Sojiro Kusaka, usa Hyōrinmaru, espada idêntica a de Hitsugaya, para ferir Shunsui Kyōraku, a Soul Society.
Log é revelado que Hitsugaya e Kusaka eram amigos e ambos possuiam a mesma espada. As central 46 decidiu que ambos deveriam lutar até a morte para decidir que seria o mestre da espada Hyorinmaru. Hitsugaya desiste do duelo por não querer enfrentar Kusaka, mas é negada sua recusa, assim ambos são forçados a duelar.
Durante o duelo os guardas da central 46 invadem o local e a mando da central matam Kusaka, pois foi decidido que Hitsugaya seria o mestre de Hyorinmaru.
Amaldiçoando a Central 46 e a Soul Society, Kusaka renasceu no Hueco Mundo, onde tornou-se um hollow e começou seus planos de vingança contra a Soul Society. Depois que ele aprendeu sobre o selo real e seus poderes, que permite ao usuário manipular livremente tempo, espaço e matéria dentro de um espaço pequeno, ele, com ajuda das gêmeas Yin e Yang, decide ir para a sereitei acertar as contas com ambos Hitsugaya e Soul Society. 
Toshirou ao se encontrar com Kusaka é teletransportado com ele à Soul Society, pois precisava do poder da bankai de Toshirou para quebrar o selo.
Quando Toshirou recusa, Sojiro quebra o selo, transforma-se em um gigante dragão feito de gelo. No entanto, ele não tem o controle que possui Toshirou, o poder o enlouquece e ameaça destruir tudo ao seu redor.
Com ajuda de Ichigo em sua forma vizard, Toshirou consegue destruir o dragão que retorna à sua forma normal.
Kusaka é derrotado e morre, finalmente entendendo que ele não era digno de Hyōrinmaru. No final, Toshirou é inocentado, permitindo finalmente deixar seu passado descansar.

## Produção
O longa contou com a direção de Noriyuki Abe, conhecido por trabalhar em sucessos do Studio Pierrot como Flame of Recca, Tokyo mew mew, a série, os filmes e o OVA de 2005 de Bleach e a série e filmes de Yu Yu hakusho.
Tite Kubo criou um one-shot com base no personagem Hitsugaya antes da premier do filme, a fim de promovê-lo. Também foi autorizado a participar na elaboração do filme, para a concepção do personagem de Kusaka.
No entanto, Kubo não pode adicionar Kusaka a sua one-shot, devido ao fato do conceito original ter partido do manga. 
A fim de promover o segundo filme de Bleach, o trailer tinha a frase "Executem Hitsugaya!". 
Kubo admitiu que era sua ideia fazer todo mundo ficar surpreso, mas ele e Masakazu Morita, o dublador de Kurosaki Ichigo, receberam varias cartas de fãs preocupados, fazendo com que Kubo, em resposta a frase pedisse desculpas aos fãs.

### Trilha sonora
O responsável pela trilha do longa é Shiro Sagisu, o mesmo do anime Bleach e do anime e filmes de Neon Genesis Evangelion.
A música tema do filme é Hikaru no Rokku (光のロック; "Rock of light"; Rock da Luz) da banda Sambomaster.
Tracklist (em ordem de apresentação no filme):
1. Kingdom Treasure Stamp 2. Attack on the Beat 3. The Fate 4. Start to Investigate 5. Disastrous Scene 6. Diamond Dust 7. Execution 8. Guitar III 9. Recollection I 10. World #5 11. Nightmare 12. Uneasiness 13. Feudal Society 14. Wanderer 15. Recollection II 16. Assassination 17. Baddest Presentiment 18. World #7 Blue 19. Encirclement Battle 20. Recollection III 21. A Jam Blues 22. Japanesq 23. The Rest of Your Life 24. Treachery 25. Showing Off 26. Invasion 27. Break Through Even 28. Spiritual Bonds 29. DB Blues;